# Latur
Latur är en stad i den indiska delstaten Maharashtra. Den är administrativ huvudort för distriktet Latur och beräknades ha cirka 460 000 invånare 2018.